# Sentier des Pommes (Bruxelles)
Pour les articles homonymes, voir Sentier des Pommes.
Le sentier des Pommes (en néerlandais : Appelgang) est une impasse bruxelloise de la commune de Schaerbeek qui débouche sur la chaussée de Helmet entre le numéro 315 et le numéro 317, c'est-à-dire, entre la rue Gustave Huberti et la rue Van Droogenbroeck.

## Histoire et description
À l'origine, ce sentier reliait la chaussée de Helmet à la rue Gustave Huberti, mais est aujourd'hui une impasse.
Bruxelles possède également un clos des Pommiers Fleuris.